# David di Donatello 1970

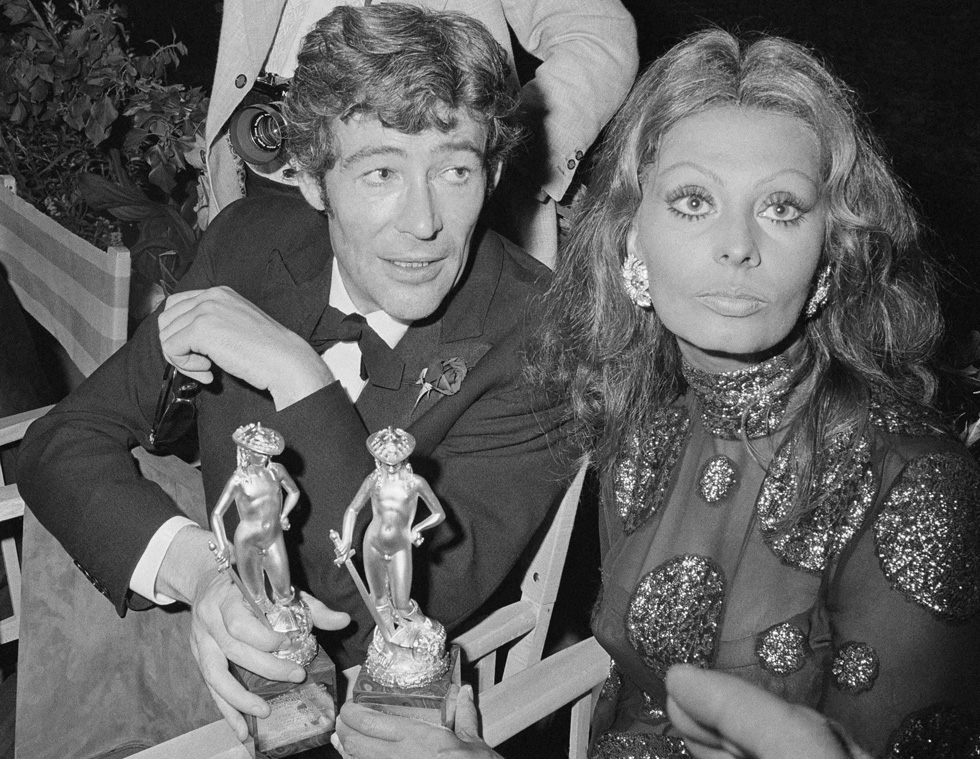
Peter O'Toole e Sophia Loren con i premi ricevuti

La cerimonia di premiazione della 15ª edizione dei David di Donatello si è svolta il 1º agosto 1970 al teatro antico di Taormina.

## Vincitori
Migliore film
- Indagine su un cittadino al di sopra di ogni sospetto, regia di Elio Petri (ex aequo)
- Metello, regia di Mauro Bolognini (ex aequo)

Miglior regista
- Gillo Pontecorvo - Queimada

Migliore attrice protagonista
- Sophia Loren  - I girasoli

Migliore attore protagonista
- Nino Manfredi - Nell'anno del Signore (ex aequo)
- Gian Maria Volonté - Indagine su un cittadino al di sopra di ogni sospetto (ex aequo)

Miglior regista straniero
- John Schlesinger - Un uomo da marciapiede (Midnight Cowboy)

Miglior produttore straniero
- Martin Poll - Il leone d'inverno (The Lion in Winter)

Migliore attrice straniera
- Liza Minnelli - Pookie (The Sterile Cuckoo)

Migliore attore straniero
- Peter O'Toole - Goodbye Mr. Chips (Goodbye, Mr. Chips) (ex aequo)
- Dustin Hoffman  - Un uomo da marciapiede (Midnight Cowboy) (ex aequo)

David speciale
- Bruno Vailati, per la regia di Andrea Doria -74
- Massimo Ranieri e Ottavia Piccolo, per la loro interpretazione in Metello
- Goldie Hawn, per la sua interpretazione in Fiore di cactus
- Marlène Jobert, per le sue interpretazioni in L'uomo venuto dalla pioggia e Ultimo domicilio conosciuto